# Komorno
Komorno (německy Komorn) je malá vesnice, část města Blovice v okrese Plzeň-jih v Plzeňském kraji. Nachází se asi dva kilometry jihozápadně od Blovic. Komorno je také název katastrálního území o rozloze 1,3 km².

## Historie
První písemná zmínka o vesnici pochází z roku 1558. V roce 1887 žilo v obci 131 obyvatel v 17 domech.

## Obyvatelstvo
| Rok            | 1869 | 1880 | 1890 | 1900 | 1910 | 1921 | 1930 | 1950 | 1961 | 1970 | 1980 | 1991 | 2001 | 2011 | 2021 |
| -------------- | ---- | ---- | ---- | ---- | ---- | ---- | ---- | ---- | ---- | ---- | ---- | ---- | ---- | ---- | ---- |
| Počet obyvatel | 117  | 131  | 101  | 121  | 114  | 115  | 102  | 92   | 94   | 73   | 74   | 71   | 65   | 84   | 80   |
| Počet domů     | 17   | 17   | 16   | 16   | 16   | 16   | 17   | 21   | 20   | 19   | 19   | 18   | 22   | 24   | 30   |

## Obecní správa
Při sčítání lidu v letech 1850–1920 Komorno bylo osadou obce Kotousov v okrese Plzeň. V letech 1921–1975 byl samostatnou obcí, se kterým patřilo nejprve do okresu Plzeň, ale v roce 1950 v okrese Blovice a od roku 1960 v okrese Plzeň-jih. Od 1. ledna 1976 je částí města Blovice v okrese Plzeň-jih.

## Pamětihodnosti
- Boží muka
- Pomník Jana Sýkory